# 拉德爾鎮區 (阿肯色州獨立縣)
拉德爾鎮區（英語：Ruddell Township）是位於美國阿肯色州獨立縣的一個行政鎮區。

## 地方資料
拉德爾鎮區的面積為70.99平方千米，當中陸地面積為69.45平方千米，而水域面積為1.54平方千米。根據2010年美國人口普查的數據，當地共有人口10164人，而人口密度為每平方千米143.18人。